# Ros (lligadura militar)

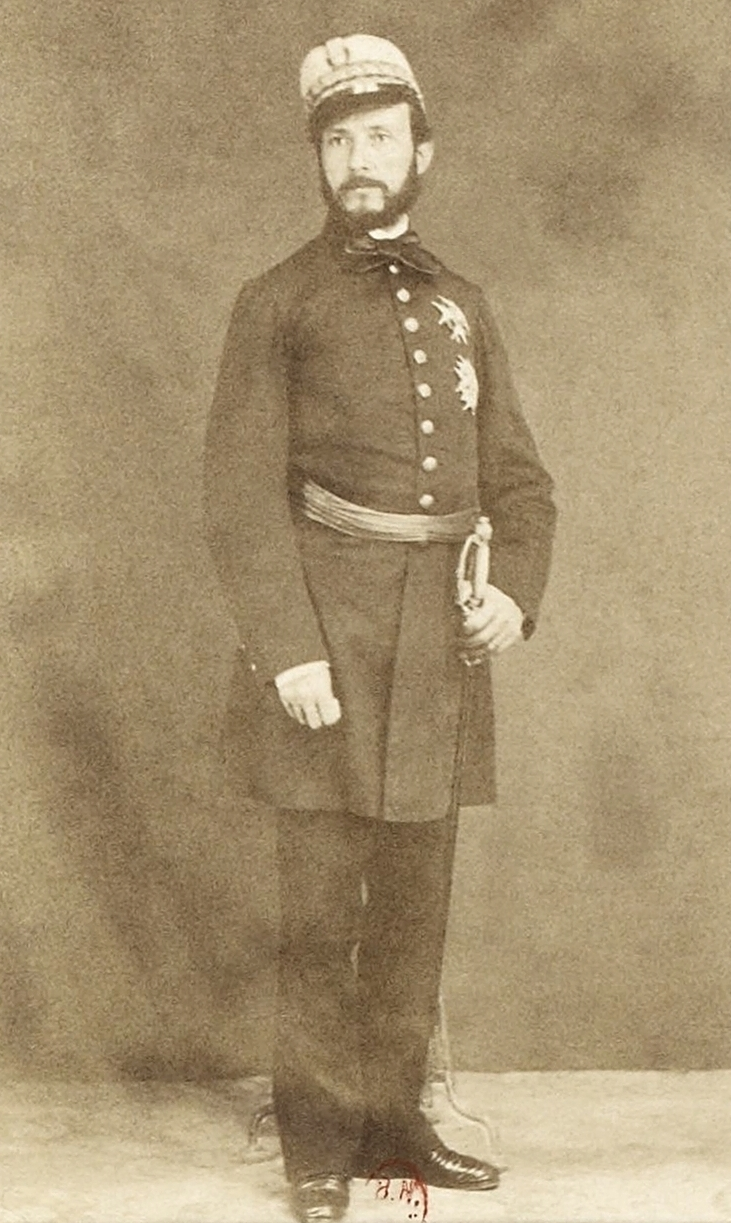
El general Joan Prim amb un ros

El ros és una petita lligadura militar similar al xacó i per tant del grup dels morrions. Fet de feltre molt lleuger i de poc pes, va ser introduït en l'exèrcit espanyol pel general Ros de Olano el 1855, el nom del qual porta. Té la característica de ser més alt per davant que per darrere.
Es va assajar com a model al batalló de caçadors de Madrid i després va ser adoptat per tota la infanteria, artilleria, cavalleria lleugera, infanteria de marina i cossos de carrabiners del regne. El seu cost per reial orde de 1863 va ser el de 26 rals de velló.